# Петтштадт
Петтштадт (нем. Pettstadt) — община в Германии, в административном округе Верхняя Франкония Республики Бавария. Расположена в районе Бамберг. Центр общины — Петтштадт. Местные регистрационные номера транспортных средств (коды автомобильных номеров) (нем. Kraftfahrzeugkennzeichen) — BA Архивная копия от 20 августа 2016 на Wayback Machine.
По данным на 31 декабря 2015 года:
- территория — 987,84 га;[4]
- население — 1968 чел.;[5]
- плотность населения — 199,22 чел./км²;
- землеобеспеченность с учётом внутренних вод — 5019,51 м²/чел.

## Население
По оценке на 31 декабря 2015 года население общины составляет 1968 чел.
| Дата      | 1840 | 1871 | 1900 | 1925 | 1939 | 1950 | 1961 | 1970 | 1987 | 2011 |
| --------- | ---- | ---- | ---- | ---- | ---- | ---- | ---- | ---- | ---- | ---- |
| Население | 540  | 559  | 504  | 546  | 516  | 705  | 863  | 1041 | 1411 | 1968 |

| Год       | 1960 | 1970 | 1980 | 1990 | 2000 | 2009 | 2010 | 2011 | 2012 | 2013 | 2014 | 2015 |
| --------- | ---- | ---- | ---- | ---- | ---- | ---- | ---- | ---- | ---- | ---- | ---- | ---- |
| Население | 864  | 1073 | 1341 | 1481 | 1855 | 1957 | 1949 | 1957 | 1966 | 1940 | 1958 | 1968 |